# NGC 922
NGC 922 је спирална галаксија у сазвежђу Пећ која се налази на NGC листи објеката дубоког неба.
Деклинација објекта је - 24° 47' 21" а ректасцензија 2h 25m 3,5s. Привидна величина (магнитуда) објекта NGC 922 износи 11,8 а фотографска магнитуда 12,5. NGC 922 је још познат и под ознакама ESO 478-28, MCG -4-6-37, UGCA 30, AM 0222-250, IRAS 02228-2500, PGC 9172.